# C/1948 V1
La Comète de l'éclipse (C/1948 V1) ou grande comète de 1948 est une comète à longue période.
Elle fut découverte le 1er novembre 1948, alors qu'elle atteignait son périhélie au moment où une éclipse totale de Soleil était observable sur Terre, d'où son nom.
La comète fut visible a l'œil nu, atteignant une magnitude allant jusqu'à -3.